# Lissoplaga edmondsi
Lissoplaga edmondsi är en fjärilsart som beskrevs av W. Warren 1894. Lissoplaga edmondsi ingår i släktet Lissoplaga och familjen mätare. Inga underarter finns listade i Catalogue of Life.